# Karmosinkronad fruktduva
Karmosinkronad fruktduva (Ptilinopus pulchellus) är en fågel i familjen duvor inom ordningen duvfåglar.

## Utseende och läte
Karmosinkronad fruktduva är en liten medlem av släktet. Den har karmosinrött i pannan, gul näbb, ljusgrått från ansiktet till bröstet och orangegul buk som skiljs åt av ett mörkrött bröst band. Den skiljs från liknande praktfruktduvan genom den gula buken och från diademfruktduva på mörkare häjssa och grått bröst. Lätet är ett långsamt och sorgesakmt fallande "woo-ooo" eller en snabbare serie med stigande och fallande "wooloo" som ökar i hastighet.

## Utbredning och systematik
Karmosinkronad fruktduva behandlas antingen som monotypisk eller delas in i två underarter med följande utbredning:
- Ptilinopus pulchellus pulchellus – förekommer i västpapuanska öarna och Nya Guinea
- Ptilinopus pulchellus decorus – förekommer på norra Nya Guinea (östra stranden av Geelvink Bay, Astrolabe Bay)

## Levnadssätt
Karmosinkronad fruktduva hittas i skogar på medelhög höjd i områden med riklig nederbörd. Där ses den söka aktivt efter frukt på alla nivåer.

## Status och hot
Arten har ett stort utbredningsområde, men tros minska i antal, dock inte tillräckligt kraftigt för att den ska betraktas som hotad. Internationella naturvårdsunionen IUCN listar arten som livskraftig (LC).

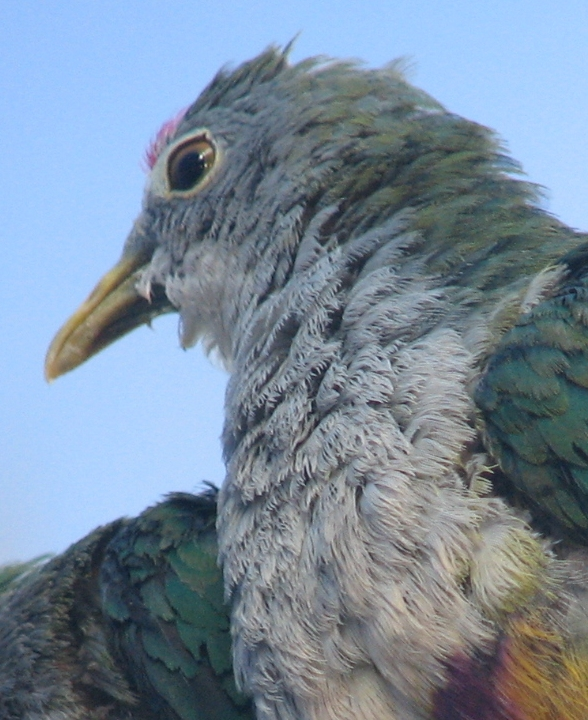
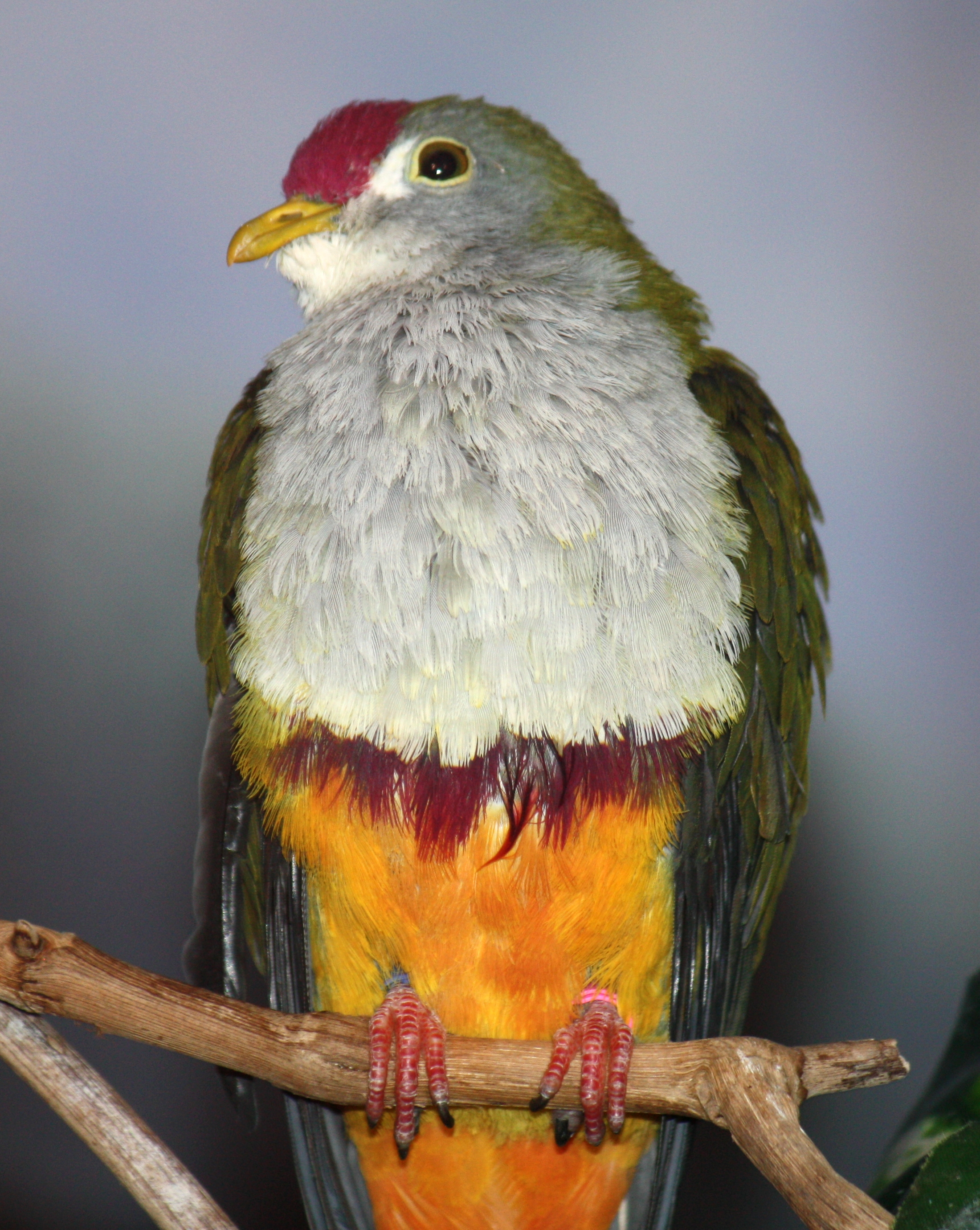
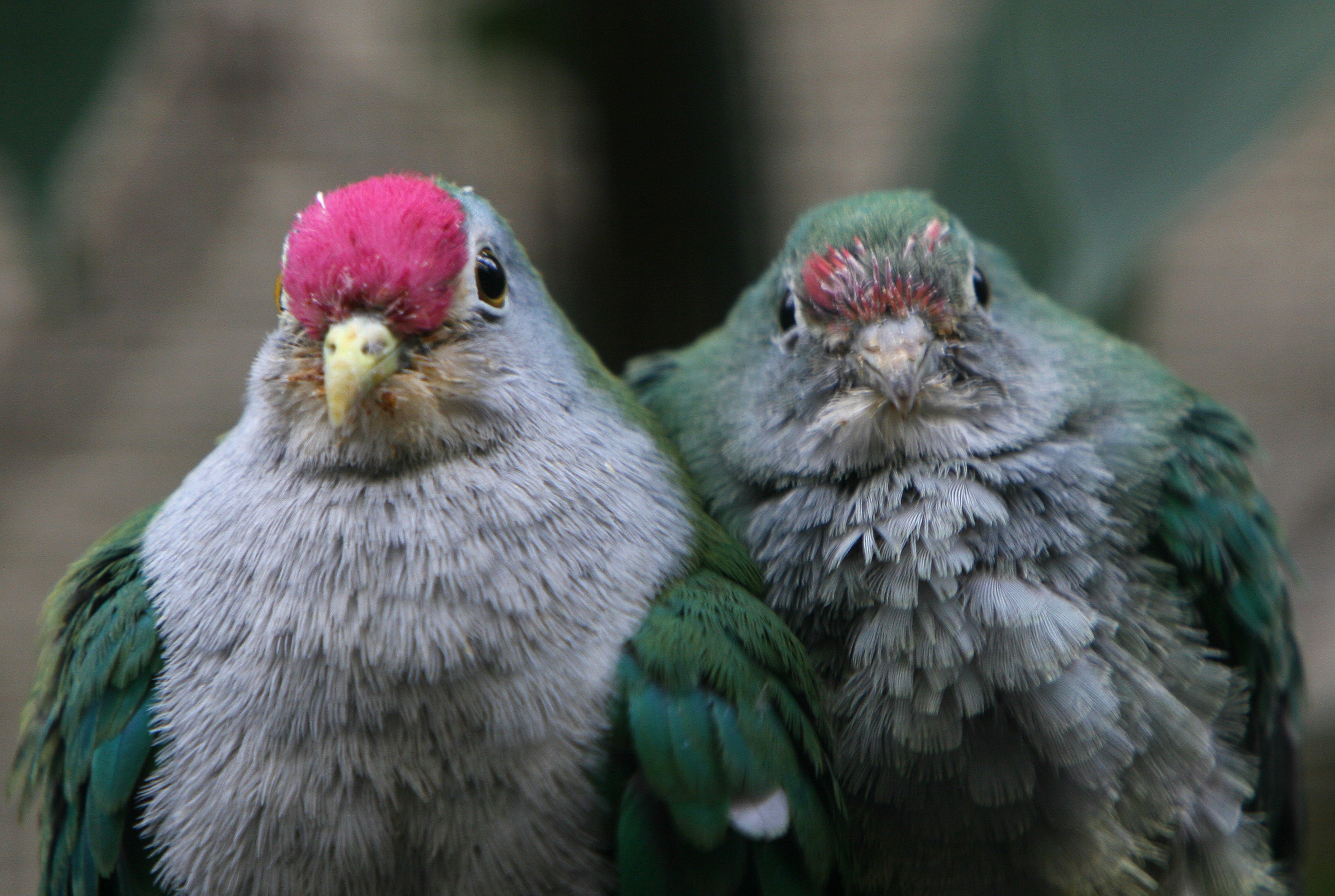